# Проскуряков Ілля В'ячеславович
Ілля В'ячеславович Проскуряков (рос. Илья Вячеславович Проскуряков; 21 лютого 1987, м. Сургут, СРСР) — російський хокеїст, воротар. Виступає за ЦСКА (Москва) у Континентальній хокейній лізі.
Вихованець хокейної школи «Олімпієць» (Сургут). Виступав за «Металург» (Магнітогорськ), ЦСКА (Москва), «Трактор» (Челябінськ).
У складі юніорської збірної Росії учасник чемпіонату світу 2005.
Досягнення
- Чемпіон Росії (2007), бронзовий призер (2009)
- Фіналіст Ліги чемпіонів (2009).